# Света Богородица (Кукуш)
Вижте пояснителната страница за други значения на Света Богородица.
„Света Богородица“ е бивша църква в град Кукуш.
През 1898 година османските власти, принудени от антиуниатското движение в Кукуш, правят проучване, за да установят от кого са построени и чии са църквите в града. По данни, предоставени от Кукушката българска православна община църквата „Св. Богородица“ е построена от българското население през 1803 година. Намирала се е в старата част на града. Туше Влахов пише, че в околността ѝ е имало карстов извор.
Църквата е в центъра на възрожденските борби в града. На 23 август 1869 година владиката Мелетий се опитва да служи в този храм, но всички богомолци заедно с певците демонстративно напускат и отиват в „Св. Атанас“. През 1870 година кукушани отбелязват решението за създаване на Българската екзархия със служба в „Св. Богородица“ на 13 март. Църквата попада в ръцете на униатите.